# Saint-Didier-sur-Beaujeu
Saint-Didier-sur-Beaujeu är en kommun i departementet Rhône i regionen Auvergne-Rhône-Alpes i östra Frankrike. Kommunen ligger i kantonen Beaujeu som tillhör arrondissementet Villefranche-sur-Saône. År 2022 hade Saint-Didier-sur-Beaujeu 603 invånare.

## Befolkningsutveckling
Antalet invånare i kommunen Saint-Didier-sur-Beaujeu
| Referens: INSEE |